# Суад Беширевич
Суад Беширевич (словен. Suad Beširević, 4 березня 1963, Любляна — 28 вересня 2019, Любляна) — югославський і словенський футболіст, що грав на позиції нападника. По завершенні ігрової кар'єри — тренер. Виступав за низку футбольних клубів колишньої Югославії та Кіпру. Володар Кубка Югославії. Чемпіон Кіпру та володар Кубка Кіпру. Володар Кубка Словенії (як тренер).

## Ігрова кар'єра
Суад Беширевич народився 1963 року в місті Любляна, та є вихованцем футбольної школи клубу «Свобода». Дорослу футбольну кар'єру розпочав 1983 року в основній команді того ж клубу. Протягом 1983—1984 років Беширевич грав у складі клубу «Слован» (Любляна).
У 1984 році Суад Беширевич став гравцем клубу «Борац» (Баня-Лука), в якому грав до 1989 року. У складі «Бораца» був одним з головних бомбардирів команди, відзначившись 58 забитими голами у 84 матчах за клуб. У сезоні 1987—1988 років футболіст у складі команди здобув титул володаря Кубка Югославії.
У 1989 році Беширевич перейшов до клубу «Рієка», у складі якого грав до 1990 року.
У 1990 році Суад Беширевич перейшов до кіпрського клубу «Аполлон», у якому в перший же рік виступів став чемпіоном Кіпру, та з 19 забитими голами став кращим бомбардиром чемпіонату Кіпру. У наступному сезоні футболіст став у складі «Аполлона» володарем Кубка Кіпру. У 1992 році Беширевич повернувся вже до незалежної Словенії, де грав у складі команди «Целє». У 1993 році Беширевич знову поїхав на Кіпр, де до 1996 року грав у клубах АПЕП, «Аріс» та «Омонія» (Арадіпу), після чого завершив виступи на футбольних полях.

## Кар'єра тренера
У 2002 році Суад Беширевич розпочав тренерську кар'єру, очоливши тренерський штаб клубу «Любляна». У 2003 році Беширевич став головним тренером команди «Олімпія» (Любляна), з якою став володарем Кубка Словенії. У 2005 році колишній нападник став головним тренером клубу «Бєла Країна», з якою працював до кінця 2007 року. У 2007—2011 роках Беширевич очолював клуб «Шенчур», а в 2011—2012 роках клуб «Свобода». Останнім місцем тренерської роботи Беширевича був клуб «Блед», головним тренером команди якого він був з 2012 по 2015 рік, після чого припинив тренерську діяльність за станом здоров'я. Помер Суад Беширевич 28 вересня 2019 року на 57-му році життя у місті Любляна.

## Титули і досягнення

### Командні
- Володар Кубка Югославії (1):

«Борац» (Баня-Лука): 1987–1988
- Чемпіон Кіпру (1):

«Аполлон»: 1990–1991
- Володар Кубка Кіпру (1):

«Аполлон»: 1991–1992

### Особисті
Кращий бомбардир Чемпіонату Кіпру: 1990–1991 (19 голів)

### Як тренера
- Володар Кубка Словенії (1):

«Олімпія» (Любляна): 2002–2003